# オビクラゲ科
オビクラゲ科（オビクラゲか、Cestidae）は有櫛動物に属する動物の分類群。この類では特異な帯状の形を持つクラゲである。

## 概説
クシクラゲ類は一般的には球形から楕円形など丸っこい形か、その下端を広げた形のものが多いが、本科に属するものは細長くて扁平な帯状の体を持っている。これは他のものでは楕円形の体の下端に口が開いているのであるが、本群ではその側面が両側に強く引き延ばされた形である。その伸びた縁に沿っては櫛板列がある。中央下面には口があり、その部分の体軸に沿っても櫛板列があるが退化的で、なくなっている種もある。また筋肉がよく発達し、そのために他群に見られないものとして全身をくねらせて泳ぐことが出来る。
外見の明確な違いのために区別しやすく、またその特異な形態から独立の目と認められるが、カブトクラゲ目に含まれるとの見方もある。

## 特徴
全体に細長く、左右から扁平。これは咽頭面に引き延ばされたことに依る変形と見てよく、逆にこれと垂直方向である触手面に向かっては扁平になっている。大きいものではこの横向きの長さが1mを越える。クシクラゲの名の由来である櫛板列は標準的には8列があるが、本群ではこのうちの咽頭面側の両側4列が発達し、それぞれ横に伸びた部分の薄い上面沿いに縁全体にわたって存在する。他方で触手面に並ぶ両側4列は感覚器の周囲に痕跡的に見られるか、または退化してなくなってる。反対側の口側ではその縁沿いに多数の短い二次触手が並んでいる。
なお、オビクラゲもその初期の幼生は楕円形の本体に櫛板列があり、また一対の触手は糸状で櫛状の横枝がある、いわゆるフウセンクラゲ型の幼生の時期を経てそこから横に広がる形に成長する。

## 上位分類
外見は特異であり、この科1つで独立したオビクラゲ目 Cestida とするのが通例である。ただし上記のようにこの形は横向きの変形によるもので、基本の構造ではカブトクラゲ目のものとほぼ変わらない。分子系統の情報ではカブトクラゲ目に含まれるとの結果も出ている。

## 下位分類
2属のみが知られる。
Cestum オビクラゲ属
沿触手面の櫛板列がある。また沿咽頭面子午管は沿触手面櫛板列の終わる下面近くで間軸管から分枝して上向きに曲がり、体幅の中程から水平に伸びてその端まで向かう。
- C. veneris オビクラゲは1mから時に1.5mに達する。

Velamen コオビクラゲ属
オビクラゲ属との違いとして沿触手面の櫛板列が完全になくなっていること、体の中央位置を横に走る管が湾曲せず、中央を走る間輻管の中央位置より出ることなどが上げられる。
- V. parallelum コオビクラゲはオビクラゲに似るも小型で長さ20cm程度。